# 自画像 (レンブラント、フリック・コレクション)
『自画像』（じがぞう、蘭: Zelfportret、英: Self-Portrait）は、オランダ絵画黄金時代の巨匠レンブラント・ファン・レインが1658年にキャンバス上に油彩で制作した絵画である。画面下部右側に「Rembran / f. 1658」という画家の署名と制作年が記されている。作品は、1906年に個人所有者からヘンリー・クレイ・フリックに購入され、以来、ニューヨークのフリック・コレクションに所蔵されている。

## 作品
レンブラントは生涯で多数の自画像を描いたが、本作はその中でも最大のサイズで、最も堂々としており、レンブラントの最も偉大な自画像といえるかもしれない。最初、鑑賞者は怖気づいてしまうような、あたかも癇癪持ちの君主に面と向かっているような印象を受ける。レンブラントが身に着けている衣装は当時のオランダのものではなく、どこか異国的な雰囲気を漂わせたひと昔前のイタリア風のものである。それは、真正面を向いて、ほとんど膝の近くまで見せるどっしりとしたポーズとともに、彼に王らしき威厳を与えている。さらに、レンブラントは王冠のようにベレー帽を被り、絵画を描く道具であるモールスティック (腕鎮) を王笏のように握っている。
鑑賞者を不安にさせるような印象は、レンブラントの顔を見るにつれ消えていく。最初に感じられる警戒心と短気さは彼の真の表情を隠すヴェールのようなものであり、その表情は、時、悲しみ、病によって傷ついたものである。しかし、画中のレンブラントは、世間的、物質的不幸を超えた哲人のような平静さと落ち着きをも示している。この絵画が描かれた1658年に、レンブラントの住んでいた家が、その多くの家財道具や彼自身が集めた豊富な芸術品とともに競売に付され、彼は全財産を失った。その不幸の最中に、彼はこの自画像を描いているのである。彼の偉大な精神には感嘆せざるをえない。
レンブラントは本作を描いた時、まだ52歳に過ぎなかった。彼はまた小柄であったが、ここでは自身を壮大に表している。画家は自身の全人生、すなわち過ぎ去ったこと、そして今後に待ち受けていることのすべてをこの自画像に詰め込んでいるかのようである。鑑賞者の前に浮かび上がる巨大な手は本作にとって本質的に重要な部分であり、レンブラントの生計がその手に頼っていたことを思い起こさせる。